# Две недели
«Две недели» (англ. Two Weeks) — американский драматический фильм 2006 года с Салли Филд в главной роли.

## Сюжет
Четверо взрослых детей приезжают в дом к умирающей матери, однако в силу обстоятельств вынуждены задержаться здесь на две недели. Время, проведенное вместе, заставляет членов семьи по-другому взглянуть друг на друга, а также сделать довольно интересные открытия.

## В ролях
- Салли Филд — Анита Бергман
- Бен Чаплин — Кит Бергман
- Том Кавана — Барри Бергман
- Джулианна Николсон — Эмили Бергман
- Гленн Хоуэртон — Мэтью Бергман
- Клеа Дюваль — Катрина
- Джеймс Мерто — Джим Крэнстон

## Критика
Фильм получил смешанные отзывы кинокритиков. На сайте Rotten Tomatoes фильм имеет рейтинг 19 % на основе 26 рецензий со средним баллом 4,4 из 10. На сайте Metacritic фильм имеет оценку 44 из 100 на основе 13 рецензий критиков, что соответствует статусу «смешанные или средние отзывы».